# Albert Guyard
Pour les articles homonymes, voir Guyard.
Albert Guyard, né le 18 février 1846 à Bar-sur-Seine (Aube) et mort le 1er août 1913 au Touquet-Paris-Plage (Pas-de-Calais), est un homme politique français.

## Biographie
Docteur en droit, il est avocat à la Cour d'appel de Paris de 1866 à 1888. Conseiller municipal de Bar-sur-Seine, conseiller d'arrondissement, il fonde et préside le syndicat agricole et viticole de Bar-sur-Seine. Il est député de l'Aube de 1898 à 1902, inscrit au groupe des Républicains progressistes.